# 永田桂子
永田 桂子（ながた けいこ、1947年3月3日 - ）は、児童文化研究者。
愛知県出身。愛知県立女子大学（現・愛知県立大学）児童福祉学科卒業。京都女子大学大学院家政学研究科修了（児童学専攻）。武蔵野大学大学院人間社会・文化研究科（人間社会専攻）博士課程満期退学。1987年『絵本観・玩具観の変遷』で日本児童文学学会賞奨励賞受賞。2009年「「絵本」という文化財に内在する機能 歴史・母子関係・現代社会からの総合的考察を通して」で武蔵野大学学術博士。日本児童文学学会、絵本学会の理事、評議員等。財団法人大阪国際児童文学館（現・大阪国際児童文学振興財団）他に勤務した後、大学講師。

## 著書
- 『絵本観・玩具観の変遷』高文堂出版社 1987
- 『よい「おもちゃ」とはどんなもの。』高文堂出版社 1994　のちチャイルド本社
- 『絵本観玩具観の変遷 其の2　変貌する現代絵本の世界』高文堂出版社 2004
- 『よい「絵本」とはどんなもの?』チャイルド本社 2007
- 『絵本という文化財に内在する機能 歴史・母子関係・現代社会からの総合的考察を通して』風間書房 2013

## 注
1. ↑  『絵本という文化財に内在する機能』著者紹介